# Großsteingrab Baunegård
Das Großsteingrab Baunegård war eine megalithische Grabanlage der jungsteinzeitlichen Nordgruppe der Trichterbecherkultur im Kirchspiel Uggeløse in der dänischen Kommune Allerød. Es wurde im 19. Jahrhundert zerstört.

## Lage
Das Grab lag südlich von Lynge am Westrand des Mølleåens Golf Klub. In der näheren Umgebung gibt bzw. gab es zahlreiche weitere megalithische Grabanlagen.

## Forschungsgeschichte
Im Jahr 1890 führten Mitarbeiter des Dänischen Nationalmuseums eine Dokumentation der Fundstelle durch. Zu dieser Zeit waren keine baulichen Überreste mehr auszumachen. Eine weitere Dokumentation im Jahr 1942 erbrachte das gleiche Ergebnis.

## Beschreibung
Die Anlage besaß eine runde Hügelschüttung unbekannter Größe. Ob ursprünglich eine Umfassung vorhanden war, ist unklar. In der Mitte des Hügels befand sich eine Grabkammer, die wohl als Dolmen anzusprechen ist. Sie war ost-westlich orientiert und hatte einen rechteckigen Grundriss. Die Maße der Kammer sind unbekannt.